# Pterostichus suruganus
Pterostichus suruganus is een keversoort uit de familie van de loopkevers (Carabidae). De wetenschappelijke naam van de soort is voor het eerst geldig gepubliceerd in 1979 door Nakane & Straneo.